# One Year of Love
One Year of Love – piosenka brytyjskiego zespołu Queen z 1986 roku wydana na singlu, który promował album A Kind of Magic (1986). Tę soft rockową balladę napisał John Deacon.
Utwór nigdy nie był grany przez zespół Queen na żywo.

## Singiel
Piosenka wydana została na singlu, który trafił tylko na dwa europejskie rynki, francuski i hiszpański. Na stronie B wydawnictwa, które było ostatnim singlem promującym album A Kind of Magic, znalazła się piosenka „Gimme the Prize (Kurgan’s Theme)”.

## Wersje piosenki
- 4:27 – oryginalna (singiel, album studyjny A Kind of Magic)[8][9]
- 3:51 – skrócona o ok. pół minuty (amerykański promo singiel, 1992)[10]
- 6:41 – wydłużona o blisko 2-minutowy instrumentalny wstęp (singiel CD, dołączonym do zestawu Highlander: The Immortal Edition, 2002)[11]

## Listy przebojów
| Kraj | Lista                  | Pozycja | Źr.    |
| ---- | ---------------------- | ------- | ------ |
| FR   | Top 100 airplay France | 72      | [ 12 ] |
| ES   | Los 40 Principales     | 29      | [ 13 ] |